# Cor Lamers
Cornelis Hendrikus Johannes (Cor) Lamers (Rotterdam, 23 mei 1956) is een Nederlands politicus en bestuurder. Hij is lid van het CDA.

## Loopbaan
Lamers groeide als nakomer op in een katholiek gezin in Charlois, waar zijn vader in de papierfabriek werkte.
Lamers was tussen 1973 en 1984 beleidsmedewerker milieu bij de gemeenten Rotterdam, Tholen en Spijkenisse en hoofd van de afdeling ruimtelijke ordening, huisvesting en milieu bij de gemeente Rotterdam. Lamers werd in 1980 lid van het CDA en werd in 1982 gemeenteraadslid in Spijkenisse. Van 1984 tot 1986 en van 1990 tot 1993 was hij er wethouder. Van 1986 tot 1990 was Lamers plaatsvervangend partijsecretaris en hoofd organisatie van het CDA-partijbestuur.
In 1993 werd Lamers burgemeester van Bleiswijk. Van 2001 tot 2012 was hij burgemeester van Houten. In januari 2006 werd hij lid van het Europees Comité van de Regio's van de Europese Unie. Eind september 2012 werd hij door de gemeenteraad van Schiedam was voorgedragen als burgemeester. Op 26 oktober 2012 stemde de ministerraad met deze voordracht in. De benoeming ging in op 4 december 2012. Op die dag werd hij ook beëdigd en geïnstalleerd. Op 30 januari 2018 heeft de gemeenteraad van Schiedam hem voorgedragen voor een tweede ambtstermijn. Met ingang van 4 december 2018 werd hij herbenoemd.
Met ingang van 2 juni 2023 werd Lamers eervol ontslag verleend als burgemeester van Schiedam. Op 31 mei dat jaar nam hij afscheid tijdens een bijzondere gemeenteraadsvergadering. Hij ontving van de gemeenteraad en de stad een Delfts blauwe vaas, ontworpen door Jacques Tange. Hij werd benoemd tot ridder in de Orde van Oranje-Nassau. Er was een verrassingsoptreden van het Koninklijk Schiedams Mannenkoor Orpheus. Op 1 juni dat jaar nam hij afscheid in de Grote of Sint-Janskerk. Lamers is ambassadeur van Leprastichting Nederland.
Op 7 juli 2023 werd Lamers door het algemeen bestuur van de MRDH gevraagd een bestuurlijke verkenning te doen naar een toekomstig bestendige OV bij de RET. Van 19 december 2023 tot 25 september 2024 was hij waarnemend burgemeester van Capelle aan den IJssel.

## Persoonlijk
Cor Lamers is getrouwd en heeft drie dochters.